# Orgel van de Église Saint-Sulpice

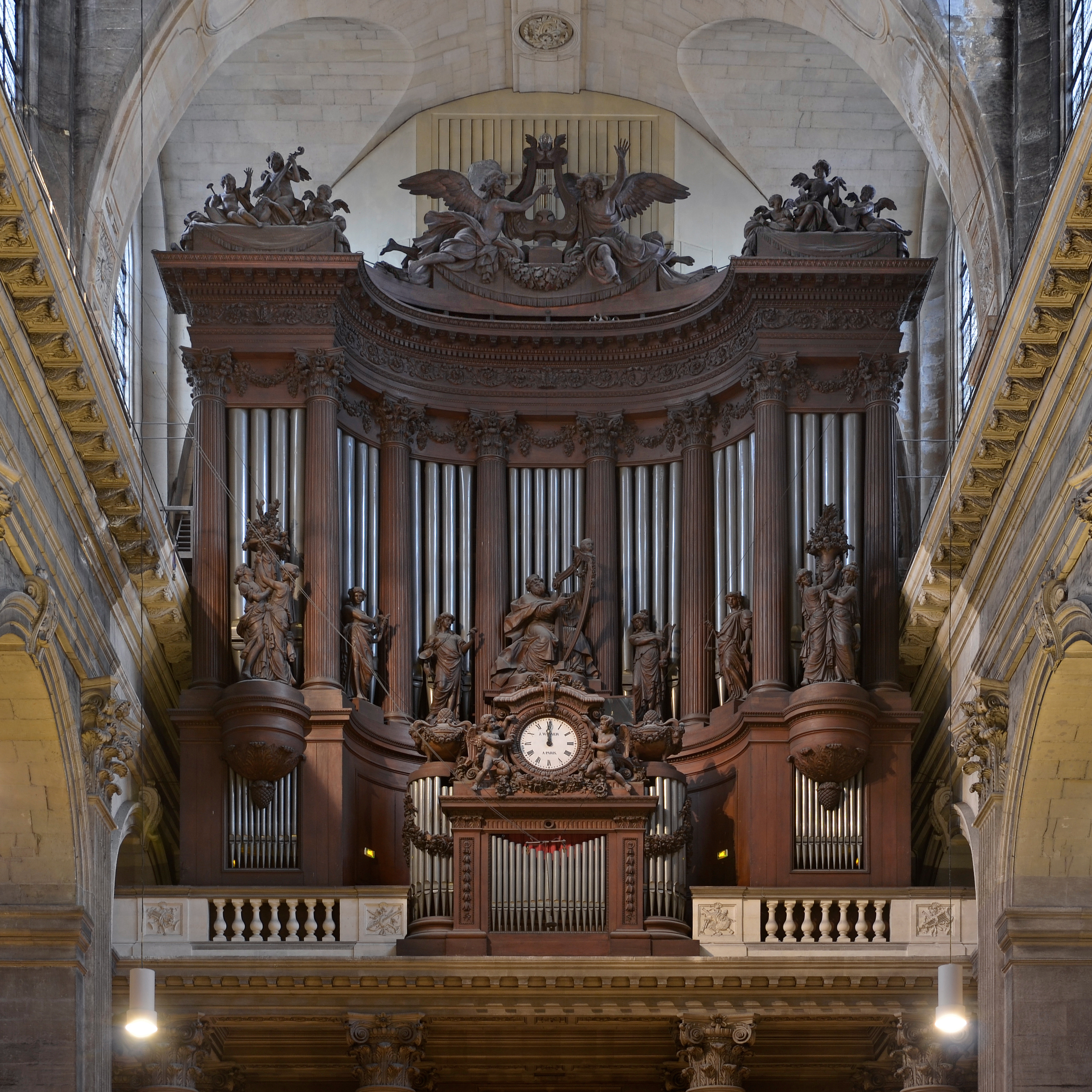
Orgel van Aristide Cavaillé-Coll

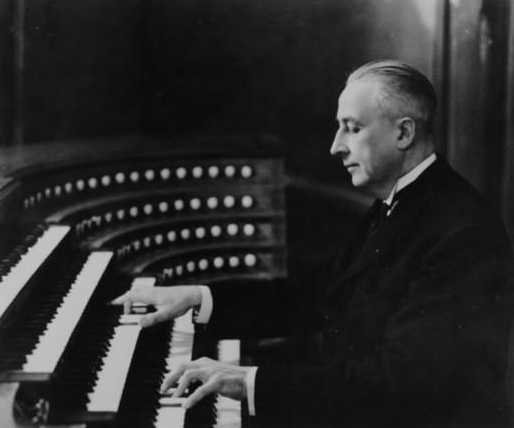
Marcel Dupré bespeelt het orgel van de Saint-Sulpice

De Église Saint-Sulpice in Parijs is bekend door het grote orgel (1862) van Aristide Cavaillé-Coll. Toen het opgeleverd werd, was het een van de weinige orgels met 100 registers in Europa.

## Geschiedenis
De geschiedenis van het hoofdorgel van de Saint-Sulpice voert terug op een orgel dat in 1781 door orgelbouwer François-Henri Clicquot in de kerk werd gebouwd.
Aristide Cavaillé-Coll gebruikte de onderdelen van dit orgel voor zijn meesterwerk dat hij in 1862 in deze kerk bouwde. Dit orgel is sinds de bouw nauwelijks veranderd en geldt als een van de belangrijkste instrumenten uit de laatromantische symfonische orgelbouw, waarbij op unieke wijze originele barokregisters en romantische registers worden gecombineerd. Het orgel heeft 102 registers (ca. 7.000 pijpen) verdeeld over vijf manualen en pedaal. De speel- en registertrakturen zijn mechano-pneumatisch.
In de loop der jaren werd het orgel op een paar punten aangepast: twee registers werden omgewisseld, het bombardewerk werd verplaatst van het derde naar het vijfde manuaal als solowerk en in 1934 werden de pedaalregisters Principal 16' en 8' uitgebreid. Tussen 1988 en 1991 werd het orgel door orgelbouwer Jean Renaud uit Nantes uitgebreid gerestaureerd en gereinigd. Ondanks de aanpassingen is het orgel in een zeldzaam originele toestand. Dit is vooral te danken aan de beroemde organisten van Saint-Sulpice (Lefébure-Wély, Widor, Vierne, Dupré en Grunenwald) die een groot respect voor het instrument hadden en het voor veranderingen behoedden. De uit Trier afkomstige organist Georges Schmitt was in 1850 organist van de Saint-Sulpice geworden en werd de eerste organist van het nieuwe orgel. Cavaillé-Coll zag echter liever Lefébure-Wély als titularis en een jaar later werd Schmitt vervangen. De huidige organist-titulair is sinds 1985 Daniel Roth die zich inzet om het orgel op te laten nemen in de Werelderfgoedlijst van de UNESCO.
Beroemde componisten die op het orgel hebben gespeeld zijn Felix Mendelssohn Bartholdy, Franz Liszt en Anton Bruckner.

## Dispositie
| I Grand-Chœur C–g3   |     |
| Jeux de combinaison: |     |
| Salicional           | 08′ |
| Octave               | 04′ |
| Cornet V (ab d1)     |     |
| Fourniture IV        |     |
| Cymbale VI           |     |
| Plein jeu IV         |     |
| Bombarde             | 16′ |
| Basson               | 16′ |
| Première trompette   | 08′ |
| Deuxième trompette   | 08′ |
| Basson               | 08′ |
| Clairon              | 04′ |
| Clairon doublette    | 02′ |

| II Grand-Orgue C–g3  |       |
| Principal Harmonique | 16′   |
| Montre               | 16′   |
| Bourdon              | 16′   |
| Flûte conique        | 16′   |
| Montre               | 08′   |
| Diapason             | 08′   |
| Bourdon              | 08′   |
| Flûte harmonique     | 08′   |
| Flûte traversière    | 08′   |
| Flûte a pavillon     | 08′   |
| Quinte               | 51/3′ |
| Prestant             | 04′   |
| Doublette            | 02′   |

| III Positif C–g3       |       |
| Jeux de fond:          |       |
| Violon basse           | 16′   |
| Quintadon              | 16′   |
| Salicional             | 08′   |
| Viole de Gambe         | 08′   |
| Unda maris             | 08′   |
| Quintaton              | 08′   |
| Flûte traversière      | 08′   |
| Flûte douce            | 04′   |
| Flûte octaviante       | 04′   |
| Dulciane               | 04′   |
| Jeux de combinaison:   |       |
| Quinte                 | 2/3′  |
| Doublette              | v2′   |
| Tierce                 | 13/5′ |
| Larigot                | 1/3′  |
| Piccolo                | 01′   |
| Plein jeu harm. III–VI |       |
| Basson                 | 16′   |
| Trompette              | 08′   |
| Baryton                | 08′   |
| Clairon                | 04′   |

| IV Récit expressif C–g3 |      |
| Jeux de fond:           |      |
| Quintaton               | 16′  |
| Diapason                | 08′  |
| Bourdon                 | 08′  |
| Violoncelle             | 08′  |
| Voix céleste            | 08′  |
| Prestant                | 04′  |
| Doublette               | 02′  |
| Fourniture V            |      |
| Cymbale IV              |      |
| Basson-Hautbois         | 08′  |
| Cromorne                | 08′  |
| Voix humaine            | 08′  |
| Jeux de combinaison:    |      |
| Flûte harmonique        | 08′  |
| Flûte octaviante        | 04′  |
| Dulciana                | 04′  |
| Nazard                  | 2/3′ |
| Octavin                 | 02′  |
| Cornet V                |      |
| Bombarde                | 16′  |
| Trompette               | 08′  |
| Clairon                 | 04′  |
| Machine à grêle         |      |
| Rossignol               |      |
| Trémolo                 |      |

| V Solo C–g3          |       |
| Jeux de fond:        |       |
| Bourdon              | 16′   |
| Flûte conique        | 16′   |
| Principal            | 08′   |
| Bourdon              | 08′   |
| Flûte harmonique     | 08′   |
| Violoncelle          | 08′   |
| Gambe                | 08′   |
| Keraulophone         | 08′   |
| Prestant             | 04′   |
| Flûte octaviante     | 04′   |
| Jeux de combinaison: |       |
| Quinte               | 51/3′ |
| Octave               | 04′   |
| Tierce               | 31/5′ |
| Quinte               | 2/3′  |
| Septième             | 2/7′  |
| Octavin              | 02′   |
| Cornet V             |       |
| Bombarde             | 16′   |
| Trompette            | 08′   |
| Clairon              | 04′   |
| Trompette en chamade | 08′   |

| Pédale C–f1          |     |
| Principal            | 32′ |
| Principal            | 16′ |
| Contrebasse          | 16′ |
| Soubbasse            | 16′ |
| Principal            | 08′ |
| Flûte                | 08′ |
| Violoncelle          | 08′ |
| Flûte                | 04′ |
| Jeux de combinaison: |     |
| Bombarde             | 32′ |
| Bombarde             | 16′ |
| Basson               | 16′ |
| Trompette            | 08′ |
| Ophicléide           | 08′ |
| Clairon              | 04′ |

## Organisten
De organist-titularissen van Saint-Sulpice:
- Nicolas Pescheur (+ 1601 of 1614)
- Vincent Coppeau (ca. 1618 - ca. 1651)
- Guillaume-Gabriel Nivers (ca. 1651 - 1702)
- J.B. Totin (1702 - ca. 1714)
- Louis-Nicolas Clérambault (1715-1749)
- César François Clérambault (1749 - 1760)
- Evrard Dominique Clérambault (1761 - 1773)
- Claude Etienne Luce (1771 assistent van Evrard Dominique Clérambault); organist-titularis (1773 - 1783)
- Nicolas Séjan (1783 - 1819)
- Louis Nicolas Séjan (1819 - 1849)
- Georges Schmitt (1850 - 1862)

Vanaf dan op het nieuwe instrument van Aristide Cavaillé- Coll
- Georges Schmitt (1862 - 1863)
- Louis James Alfred Lefébure-Wély (1863 - 1869)
- Charles-Marie Widor (1870 - 1933)
  - Louis Vierne (vanaf 1892 plaatsvervanger van Widor)
- Marcel Dupré (1934 - 1971)
- Jean-Jacques Grunenwald (1973 - 1982)
- Daniel Roth (vanaf 1985)
  - Sophie-Véronique Cauchefer-Choplin (titulaire-adjointe, vanaf 1985)